# Потидея
Потидея (на гръцки: Ποτίδαια) е древногръцка колония, основана около 600 година пр. Хр. от коринтяните с цел улесняване на търговията с античното македонско царство. В съвремието на нейно място се намира селището Неа Потидея.

## География
Колонията е разположена на територия, днес южно от Неа Мудания, на тесен провлак в началото на полуостров Касандра, (наричан и Палена) на Халкидическия полуостров. През провлака е прокопан плавателен канал, който свързва двата залива на полуострова – Солунския и Торонийския.

## История
Градът е основан в VII век пр. Хр. от коринтски колонисти. Много историци обаче смятат, че градът е по-древен и това е мястото на град Палене или Палена, който дава името си на целия полуостров. Потидея е важен град с водеща роля на Халкидика в античността. Докато е обсаден от персите в 479 година пр. Хр., град Потидея е спасен от най-ранното регистрирано в историята цунами. Херодот отбелязва как персийците атакуват, опитвайки се да използват необичайното отстъпление на водата, когато неочаквано са изненадани от „огромен прилив, по-висок, както казват хората, които са били на място, от всички други, които са ставали преди“.
По време на Делоския морски съюз се появяват конфликти между Коринт и Атина. Въпреки всичко коринтяните изпрашат върховен магистрат всяка година. Потидея е въвлечена във всички конфликти между Атина и Коринт. Народът въстава срещу Атина в 432 година, но е градът е обсаден по време на Пелопонеските войни и е превзет при Битката при Потидея в 430 година. Атиняните контролират града до капитулацията им във войната в 404 година.
Атиняните отново превземат града в 363 година пр. Хр., но в 356 година е завзет от Филип II Македонски. Потидея е разрушена и нейната територия е предадена на Олинт.
В 316 година пр. Хр. Касандър построява град на същото място, който назовава Касандрия, вероятно като знак, че иска да го превърне в своя столица. Населението на Касандрия, която е много по-малка по размер, е предимно съставено от жители на разрушената Потидея.
Страбон споменава Потидея, като бившето име на Касандрия. Описва го така:
| „ | Полуостров Палене, на чийто провлак е разположен градът, наричан някога Потидея, а днес Касандрея, е бил наричан в още по-стари времена Флегра. Обитавали го гиганти, за които се разказват митове и едно нечестиво и беззаконно племе, което Херакъл унищожил. Имал е четири града: Афитис, Менде, Скионе, Сане. | “ |

В 2012 година изследователи от Аахенския университет обявяват, че са открили доказателства, които подкрепят изказването на Херодот, че регионът около Потидея е предразположен към цунами.